# ミドリ十字
株式会社ミドリ十字（ミドリじゅうじ、英文・GREEN CROSS CORPORATION）は、かつて存在した日本の大手医薬品メーカー。本社は大阪府大阪市城東区中央一丁目に存在した。

## 会社概要
- 1950年（昭和25年）11月20日、元陸軍軍医中佐の内藤良一により、日本最初の民間血液銀行「株式会社日本ブラッドバンク」として創業[1]。創業当時の本社（本店）及び本社工場は大阪府大阪市城東区蒲生町3番地に置かれた。
- 当初は輸血用血液の売買を主業務としており、まず大阪と神戸に採血プラントが設置された。取締役会長には岡野清豪、代表取締役専務取締役に内藤、常務取締役に小山栄一が就任した。内藤は、731部隊を取り仕切っていた石井四郎軍医中将の片腕の一人であった。また、顧問に就任した北野政次も731部隊長を務めており、取締役の二木秀雄は元731部隊二木班班長であるとともに右翼系政界誌「政界ジープ」の発行者である。創業時の従業員数は、男子69名、女子80名の計149名。

- 創業当時の製品は乾燥人血漿、血液型判定用血清、クエン酸塩加人全血液の3品目。本社工場では乾燥人血漿、血液型判定用血清が、大阪と神戸の採血プラントではクエン酸塩加人全血液が製造された。その後、ライシャワー事件を発端として売血批判が巻き起こり、それによって路線転換を迫られ、血液製剤や人工血液、医薬品への移行を模索。

- 1964年（昭和39年）8月28日、血液銀行の業務を日本赤十字社へ一本化する閣議決定に基づく行政指導を受け、業務内容と商号を変更。新商号は、創業以来の社章が「緑十字形」であったことに由来する「ミドリ十字」となった[1]。

- 韓国にあるGREEN CROSS（公式サイト）は、ミドリ十字と同様の「緑十字に白抜き」の社章を使用（ミドリ十字は「APAM」、韓国のものはハングルで「緑十字」）し、業務内容も似ているが、関係はない。なお、韓国GREEN CROSSは台湾緑十字（こちらはミドリ十字との合弁）とパートナーシップを結んでいる。

### 薬害エイズ事件後の動向
- 1998年（平成10年）4月1日、当社は吉富製薬と合併した。当時、当社は薬害エイズ事件の影響で業績が悪化しており、実質上の救済合併であった。なお、当社は血液製剤の企業として安定した収益があったため、合併先には大手製薬会社の名前も取りざたされた。

- その後、吉富製薬はウェルファイド株式会社に商号を変更。さらに医薬品業界の大規模な再編が進む中で、ウェルファイドは三菱東京製薬と合併し、三菱ウェルファーマ株式会社となった。その後、2007年（平成19年）10月1日、三菱ウェルファーマと田辺製薬が合併し、現在の田辺三菱製薬となった。

- 一方、日本赤十字社に買収された血漿分画製剤部門は、2002年（平成14年）に三菱ウェルファーマから生物製剤製造部門を分割して設立された株式会社ベネシスの血漿分画事業と2012年（平成24年）10月1日に統合され、一般社団法人日本血液製剤機構となった[2]。血漿分画事業を譲渡したのちのベネシスは、2014年（平成26年）4月1日に従業員を日本血液製剤機構へ転籍させた上で、同年10月1日に親会社の田辺三菱製薬に吸収合併され、消滅した。

## 沿革
- 1950年（昭和25年）11月20日 - 株式会社日本ブラッドバンクとして設立[1]。
- 1954年（昭和29年）2月28日 - 愛知県名古屋市中村区内に採血プラントを設置。その後、各地に中小の血液銀行が乱立して競争が激化するにつれ、「人工血液製剤」への移行を模索。
- 1957年（昭和32年）7月17日 - 大阪証券取引所に上場。このほか、1960年（昭和35年）11月には東京証券取引所にも上場[3]。
- 1964年（昭和39年）8月28日 - 血液売買部門を廃止し、血液を原料とした医薬品専業メーカーに転換。それに伴い、商号を株式会社ミドリ十字に変更[1]。
- 1968年（昭和43年）- 大阪府高槻市に淀川工場を竣工。
- 1982年（昭和57年）- 創業者である内藤良一が急死。その後、厚生省薬務局長を務めた松下廉蔵が社長に就任するなど[1]、経営の実権が多数の厚生省出身の天下り官僚らに握られることとなった。
  - 当時の薬事行政では、すべての製薬会社は官僚の天下り先にされていたため、業界首位である同社の経営には多数の厚生官僚出身者が携わることとなった。具体的には、当時の副社長には厚生省薬務局細菌製剤課長補佐経験者、取締役には同薬務局企画課長補佐経験者、薬事部長には同薬務局経済課長補佐経験者などが就いた[4]。
- 1989年（平成元年） - 放射線検査薬「キセノン133ガス」を無許可で輸入販売したことが発覚。既に器具の承認は受け価格は安いが、安全性に問題があると厚生省が難色を示したため申請を取り下げ、「エルマティック3」など他の未承認薬27種とともに、研究用として目的を偽って輸入していた[5]。
- 1998年（平成10年）4月1日 - 吉富製薬と合併し、法人格が消滅。

## 製造・販売していた血液製剤による問題
- 薬害エイズ事件（非加熱血液凝固因子製剤によるHIV感染）
  - 1986年（昭和61年）4月、大阪医科大学附属病院における肝臓病治療の際に、止血を目的とした非加熱血液製剤（クリスマシン）の投与によって、患者がヒト免疫不全ウイルスに感染、後天性免疫不全症候群で死亡した事について、ミドリ十字の代表取締役だった松下廉蔵・須山忠和・川野武彦が業務上過失致死容疑で逮捕・起訴された（薬害エイズ事件におけるいわゆる「ミドリ十字ルート」）。1986年（昭和61年）1月に加熱製剤の日本における販売が開始され、「十分な供給量を確保することが可能となったにもかかわらず、非加熱製剤の回収などの措置を講じなかった」としてミドリ十字の3被告人に、2000年（平成12年）2月それぞれ禁固刑に処す旨の実刑判決が下った。これに対し3被告人は控訴したが、川野武彦が公判中に死亡し公訴棄却、残る2名には2005年（平成17年）6月に上告棄却となり、有罪判決が確定している。
  - 薬害エイズ事件での、和解に基づく金員支払という損害を会社に与えたとして、株主代表訴訟が、1996年（平成8年）7月及び8月に起こされていた。2002年（平成14年）3月13日に、ミドリ十字の旧役員9名は連帯して和解金1億円を支払うこと、株式会社ミドリ十字を吸収合併した「三菱ウェルファーマ株式会社」が、薬害エイズ事件の調査検討し、薬害事件の再発防止策の提言を取りまとめることなどを骨子とした和解が成立した。

- 薬害肝炎（フィブリノゲン製剤等による肝炎感染）
  - フィブリノゲン製剤（販売名:フィブリノーゲン-BBank、フィブリノーゲン-ミドリ、フィブリノゲン-ミドリ、フィブリノゲンHT-ミドリ）や、非加熱血液凝固第Ⅸ因子製剤（販売名:クリスマシン）の投与により、多くの人々がC型肝炎に感染した。

## 主な製品
- プラスマネート
- クリスマシン
- セファロチンナトリウム注
- ヴェノグロブリン
- ヒストブリン
- トリコシード錠
- コーナイン
- AHF
- サヴィオゾール
- ウロキナーゼ
- NAPP錠
- COPP
- コンコエイト
- ヤギフラキシン錠
- カシワドール
- フィブリノーゲン-ミドリ
- フルオゾール（パーフルオロケミカルを使用した代替血液）
- HIPROKIE36（ハイプロッキースリム、健康食品のラーメン）[6]

## 事業所一覧
1998年（平成10年）3月31日終了時点
- 本社 - 閉鎖済、後に解体。

本部・支店
- 東京本部事務所
- RI商事部
- 札幌支店
- 青森支店
- 仙台支店
- 新潟支店
- 宇都宮支店
- 千葉支店
- 東京東部支店
- 東京西部支店
- 埼玉支店
- 横浜支店
- 静岡支店
- 名古屋支店
- 金沢支店
- 京都支店
- 大阪支店
- 神戸支店
- 高松支店
- 広島支店
- 福岡支店 - 閉鎖済、後に解体。
- 熊本支店

生産拠点（いずれも閉鎖済、後に解体）
- 都島工場
- 淀川工場
- オサダノ工場
- 千歳工場

関連会社
- 福島ミドリ十字 - 1970年、鈴彦商店に譲渡。現・バイタルネット。
- 愛知ミドリ十字 - 1969年、スズケンにより買収。現・エス・ディ・ロジ。
- 山陰ブラット商会 - 1978年、成和産業と合併。現・ティーエスアルフレッサ。
- 岡山ミドリ - 1969年、成和産業に譲渡。現・ティーエスアルフレッサ。
- 伊庭屋薬品 - 1966年、合併により出羽薬品となる。現・東邦薬品。
- シーアイエスダイアグノスティック - フランス系の合弁企業。2001年、日本シエーリングに吸収合併。現・バイエル薬品。
- 大阪ミドリ十字 - 1970年、日本商事に営業権譲渡。現・アルフレッサ ホールディングス。
- アルファ・テラピューティック・コーポレーション - 米子会社。1978年8月15日設立。2002年血漿分画製剤事業はスペインのグリフォルス、血液銀行部門はバクスターに売却し、休眠会社化。
  - アルファ・テラピゥティク・タイランド Ltd.[7]
  - アルファ・テラピゥティク・アジア Pte Ltd.
- エイパム - ジェネリック医薬品販売子会社。1995年設立。後に吉富薬品株式会社に吸収合併[8]。
- 国際試薬 - アメリカンホスピタルサプライ社との合弁会社。1969年12月16日設立。臨床用及び診断用試薬等の製造販売を行う。ウェルファイド時代にシスメックスに売却。売却後の2006年にシスメックス国際試薬に改称ののち、2022年4月1日付でシスメックスに吸収合併され解散。
- バイファ
- 台湾緑十字公司 - 1969年9月設立。パイナップルの根茎からブロメラインペートスを製造、供給する目的で設立。後にウロキナーゼの中間原料の製造、パパイン中間製品の製造などを行う。社章は今なおAPAMの白抜き文字がTGCCに変わっている以外同一のものを使用している。
- 廣州緑十字薬業有限公司[9]
- カレックス[10]
- ミドリ・ファーメリカ・コーポレーション
- ウェルファイド コリア - 1989年にミドリ十字及び韓国GREEN CROSS社の折半出資により設立。後にGREEN CROSS社が撤退。2010年1月1日、ミツビシ タナベ ファーマ コリア社に社名変更。